# Incaspiza
Genre
Incaspiza est un genre de passereaux de la famille des Thraupidae. Toutes les espèces de ce genre sont endémiques au Pérou.

## Liste d'espèces
Selon la classification de référence du Congrès ornithologique international (version 2.8, 2011) :
- Incaspiza pulchra (P. L. Sclater, 1886) - Chipiu remarquable
- Incaspiza personata (Salvin, 1895) - Chipiu costumé
- Incaspiza ortizi Zimmer, 1952 - Chipiu d'Ortiz
- Incaspiza laeta (Salvin, 1895) - Chipiu à moustaches
- Incaspiza watkinsi Chapman, 1925 - Chipiu de Watkins